# Guzhen, Yu'an
Guzhen (kinesiska: 固镇) är en köping i östra Kina. Den ligger i stadsdistriktet Yu'an i staden Lu'an i provinsen Anhui, omkring 93 kilometer väster om provinshuvudstaden Hefei. Antalet invånare är 34859. Befolkningen består av 16 318 kvinnor och 18 541 män. Barn under 15 år utgör 18,0 %, vuxna 15-64 år 72 %, och äldre över 65 år 9,0 %.